# Монах и бес
«Мона́х и бес» — российский трагикомедийный фильм-притча, поставленный режиссёром Николаем Досталем по сценарию Юрия Арабова. Последняя картина режиссёра Досталя. Премьера состоялась в июне 2016 года на Московском международном кинофестивале. В прокат фильм вышел 8 сентября 2016 года. 
Фильм снят на стыке жанров: это религиозно-фантастическая трагикомедия с элементами мистики в духе произведений Гоголя и Лескова.

## Сюжет
События разворачиваются в России в царствование Николая I. В мужском монастыре появляется новый подозрительный насельник Иван, Семёнов сын, совершающий чудеса. Настоятель монастыря с трудом сдерживает Ивана, сомневаясь в Божественной природе его способностей. На чудесного монаха приезжает посмотреть сам император.
По ходу повествования зритель узнаёт, что Ивана искушает бес по имени Легион — это он на самом деле творит чудеса. Иван притворяется, что готов «поклониться» Легиону и отдать ему свою душу, если тот доставит его на Святую Землю. Легион неохотно на это соглашается (по его словам, бесам находиться в Святом городе не положено и с трудом переносимо) и по воздуху переносит Ивана в Иерусалим.
Иван видит, что на городском рынке активно «торгуют Христом» — сувенирами, выдаваемыми за настоящие реликвии: там продают гвозди и доски «с Креста Господня», терновые венцы и другие подделки. Иван в бешенной ярости переворачивает прилавки, пытаясь «изгнать торговцев», как когда-то сделал Спаситель. Однако его жестоко избивают, и только чёрная магия Легиона исцеляет его и спасает ему жизнь.
Иван отправляется поклониться Гробу Господню и насильно увлекает за собой Легиона. После этого бес очеловечивается, теряет свою магическую силу и едва не погибает. Вдвоём они по морю и суше возвращаются в Россию. Дома их принимают за бродяг, жестоко секут плетьми и бросают в тюрьму, где Иван умирает от ран. Его душа возносится на небеса.
Легион, окончательно уверовав и став человеком, приходит в тот самый монастырь, где началась история, чтобы стать очередным послушником. Игумен принимает его, и новый монах занимает место Ивана.

## В ролях
- Тимофей Трибунцев — Иван, Семёнов сын, монах
- Георгий Фетисов — Легион, бес
- Борис Каморзин — игумен, настоятель монастыря
- Никита Тарасов — Николай I, император
- Сергей Барковский — Александр Христофорович Бенкендорф
- Михаил Милькис — Андрей, адъютант императора
- Роман Мадянов — архиерей (епископ)
- Томас Моцкус — монастырский писарь
- Михаил Крылов — монах
- Георгий Назаренко — одноглазый монах
- Владимир Капустин — монах-чтец
- Николай Шатохин — Николай, хозяин постоялого двора
- Тагир Рахимов — цирюльник
- Сергей Мамаев — околоточный
- Игорь Гудеев — Федот

## Создание
Идея фильма появилась у режиссёра после прочтения книги о монахах Нило-Сорской пустыни XIX века (в частности, воспоминаний о рясофоре Иване Семёновиче Шапочникове) и жития преподобного Иоанна Новгородского XII века, который по легенде совершил паломничество в Иерусалим верхом на бесе. Как оказалось после съёмок, похожий сюжет был и в поэме А. С. Пушкина «Монах».
По словам сценариста Юрия Арабова: «Прежде всего, режиссёр Николай Досталь попросил меня написать сценарий о „монахе и чёрте“, что-то вроде нашего с Сокуровым „Фауста“, но „для народа“. Я стал думать, как эту идею претворить в жизнь, что мы ещё не сказали в „Фаусте“? И кое-что вспомнил. В моей памяти отпечаталась одна житийная история, фольклорного характера. <…> Это похоже на анекдот, глубокий и ёмкий, как большинство фольклорных сюжетов. Я подумал: вот что нам нужно! Мы сделаем историю о том, как чёрт искушает святого, но в результате этого ангелом не становится, а становится человеком. Когда это было придумано, написать сценарий не составляло труда. Естественно, в эстетике я ориентировался на Лескова и Гоголя. И написал попытку жанра, которого вообще нет в нашем кино: религиозной комедии с драматическим исходом».
Фильм снимался в Вологодской области на территории Кирилло-Белозерского монастыря, в иорданском городе Петра, на побережье Мёртвого моря и в Крыму, где снимались сцены в Иерусалиме.

## Отзывы
«Монах и бес» получил в основном сдержанно-положительные отзывы от российских кинокритиков. О фильме писали: «Это хороший фильм с замечательными актёрскими работами» (Алекс Экслер), «Из Тимофея Трибунцева и Георгия Фетисова вышла отличная пара — образцовый дуэт, а скромник Никита Тарасов неожиданно оказался идеальным Николаем I» (Антон Долин, «Вести FM»), «Вполне хорошая история, но всё равно есть в ней что-то натужное» (Андрей Архангельский, «Деловой Петербург»), «Ироничный и грустный, какой-то очень русский текст расцвёл на экране, подкупая своей искренностью» (Анна Кузьмина, «Кино-театр.ру»).
Отрицательные отзывы фильм получил от некоторых изданий религиозной тематики. В частности, заместитель главного редактора сайта «Русская народная линия» писал, что фильм «душевреден и духовно ядовит», а автор старообрядческого сайта «Русская вера» — что «любовь монаха и беса друг к другу — самая жуткая фантасмагория, которая может привидеться».
Автор сайта «Ищите женщину» Лилия Малахова считает, что фильм «нельзя рассматривать как православный, хотя многие пытаются представить его именно так».

## Награды и номинации
- 2016 — Фестиваль православного кино «Покров» — Гран-при.
- 2016 — Х кинофестиваль «Вече» — Гран-при «Лучший фильм» и приз «Лучший режиссёр» Николаю Досталю[15].
- 2017 — «Золотой орёл»:
  - премия за лучший сценарий — Юрий Арабов
  - номинация на премию за лучшую мужскую роль второго плана — Роман Мадянов
- 2017 — «Ника»:
  - премия за лучшую сценарную работу — Юрий Арабов
  - премия за лучшую мужскую роль — Тимофей Трибунцев
  - премия за лучшую мужскую роль второго плана — Борис Каморзин
  - премия за лучшую работу звукорежиссёра — Максим Беловолов
  - номинация на премию за лучший игровой фильм
  - номинация на премию за лучшую режиссёрскую работу — Николай Досталь
- 2017 — XXV кинофестиваль «Виват кино России!» в Санкт-Петербурге[16]:
  - приз за лучшую режиссуру — Николай Досталь